# Psectrosema debskii
Psectrosema debskii är en tvåvingeart som först beskrevs av Jean-Jacques Kieffer 1912.  Psectrosema debskii ingår i släktet Psectrosema och familjen gallmyggor.
Artens utbredningsområde är Egypten. Inga underarter finns listade i Catalogue of Life.